# Hieron I
Hieron I Starszy (gr. Ἱέρων, ur. ?, zm. 467 p.n.e. w mieście Katana, obecnie Katania na Sycylii) – tyran Geli na Sycylii w latach 485–467 p.n.e. i Syrakuz w latach 478–467 p.n.e. Był synem Dejnomenesa oraz bratem Gelona i Trazybula.

## Władca
Objął władzę w Syrakuzach po śmierci Gelona, który wcześniej uczynił go tyranem Geli. Po objęciu rządów w całym państwie Hieron kontynuował ekspansywną politykę zmarłego brata. W związku z tym utrzymywał liczną armię najemników, którym nadawał obywatelstwo Syrakuz.
Hieron rozciągnął swoją władzę zarówno na Sycylii, jak i poza jej granicami. Podporządkował sobie niezależne dotąd miasta w południowej Italii, m.in. Locri (obronił Lokryjczyków przed najazdem Anaksylasa, tyrana sąsiedniego Rhegion, i poślubił jego córkę, chociaż nie były tajemnicą jego skłonności homoseksualne). W 474 p.n.e., udzielając pomocy mieszkańcom Kyme, pokonał Etrusków w morskiej bitwy pod Kyme (Cumae), w wyniku czego zlikwidował etruskie rządy w Kampanii oraz umocnił pozycję Syrakuz w południowej Italii. Część zdobytych w tej bitwie łupów złożył w świątyni Zeusa w Olimpii.
Za jego rządów Syrakuzy podbiły takie, dotąd niezależne, miasta-państwa jak Naksos czy Katanę. Mieszkańców zburzonych miast Naksos i Katany deportował częściowo do Lentini, a częściowo do założonej przez siebie Etny.
Za panowania Hierona umocniła się ostatecznie dominacja Syrakuz w życiu politycznym i gospodarczym Sycylii, a samo miasto było jedną z największych ówczesnych metropolii.

## Mecenas kultury i sztuki
Przyczynił się również do tego, że Syrakuzy stały się ważnym ośrodkiem kulturalnym. Był protektorem sztuki i nauki. Na swym dworze gościł takie osobistości jak Ajschylos (który uświetnił powstanie miasta Etny wystawieniem trylogii tragicznej pt. Etnejki, opartej na lokalnym podaniu), Bakchylides, Pindar czy Symonides (tworzący na cześć tyrana poematy).

## Ostatnie lata
Według późniejszych przekazów w ostatnich latach swojego życia cierpiał na kamicę żółciową i tracił wzrok, a na pole walki wynoszono go w lektyce. Po jego śmierci władzę przejął jego brat Trazybul.